# Шуклин, Евгений
Евгений Шуклин (лит. Jevgenij Šuklin; 23 ноября 1985, Глазов, РСФСР) — бывший литовский каноист, специализировавшийся на спринтерской дистанции 200 м. Многократный чемпион и призёр чемпионатов мира и Европы, завоевал серебряную медаль Олимпийских игр 2012 года, которой был лишён в 2019 году за применение допинга.
С детства живёт и тренируется в Висагинасе, Литва.

### Допинг
В 2019 году в результате перепроверок допинг-проб взятых во время Олимпийских игр 2012 года был уличён в применении запрещённых препаратов и дисквалифицирован с лишением серебряной медали, завоёванной в дисциплине каноэ-одиночки, 200 метров.